# Fukomys damarensis
La rata topo de Damara (Fukomys damarensis, Sin.: Cryptomys damarensis) es una especie de mamífero roedor de la familia Bathyergidae. Esta rata topo vive en túneles en Angola y Namibia. Junto a la rata topo desnuda, es uno de los dos únicos mamíferos eusociales conocidos.
La especie fue descrita por primera vez en 1838 por William Ogilby (1808-1873), un naturalista irlandés.

## Descripción
La rata topo de Damara tiene ojos pequeños, aunque son ciegos. Tienen patas pequeñas, que sirven para empujar sus cuerpos a través de los túneles, y orejas debajo de su pelaje. Sus fosas nasales son pequeñas y pueden obstruirse cuando el individuo excava.

## Alimentación y estilo de vida
Las plantas en las partes secas de Angola y Namibia, para sobrevivir, mantienen sus nutrientes en raíces subterráneas. Estas son las raíces que F. damarensis buscan para sus sustento aunque son muy escasas, por lo que estos roedores pueden caminar durante kilómetros para encontrarlas. Usan sus dientes frontales para comer la tierra y crear nuevos túneles.
Cuando uno de las ratas topo encuentra una raíz, la muerde y come solo una parte de ella para que la planta no muera. Esto le permitiría regresar más tarde en las estaciones secas.